# Mieridduryn bonniae
Mieridduryn bonniae (лат.) — вид вымерших водных членистоногих из класса динокарид, окаменелые останки которого были найдены в отложениях среднего ордовика на территории современной Великобритании. Таксон был описан в 2022 году на основе единственной окаменелости, найденной в местонахождении Касл-Бэнк в Уэльсе. Единственный вид в составе рода Mieridduryn.

## История исследования и этимология

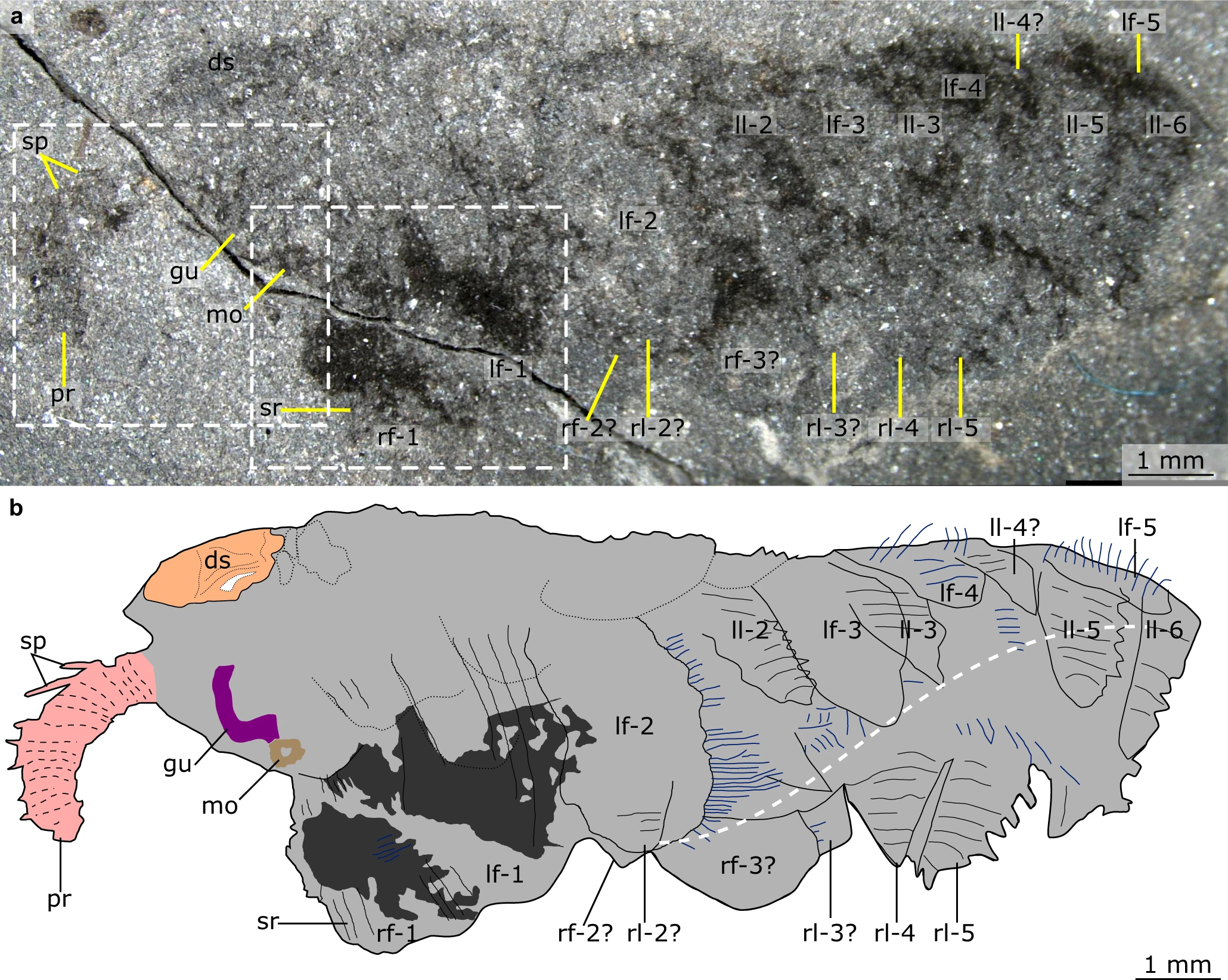
Голотип

Единственный экземпляр этого вида был найден в местонахождении Касл-Бэнк и описан в 2022 году (изначально основные исследования на этом участке были сосредоточены на поиске окаменелостей губок). Окаменелость была найдена в карьере на частной земле недалеко от города Лландриндод-Уэллс (Поуис, Уэльс). Местонахождение датируется по граптолитам дарривилским ярусом среднего ордовика.
Родовое название образовано от валлийских слов «mieri» и «duryn», что в переводе означает «колючая морда». Видовое название «bonniae» дано в честь Бонни Дуэл, племянницы владельцев участка. Семья активно поддерживала исследования окаменелых остатков биоты.

## Описание

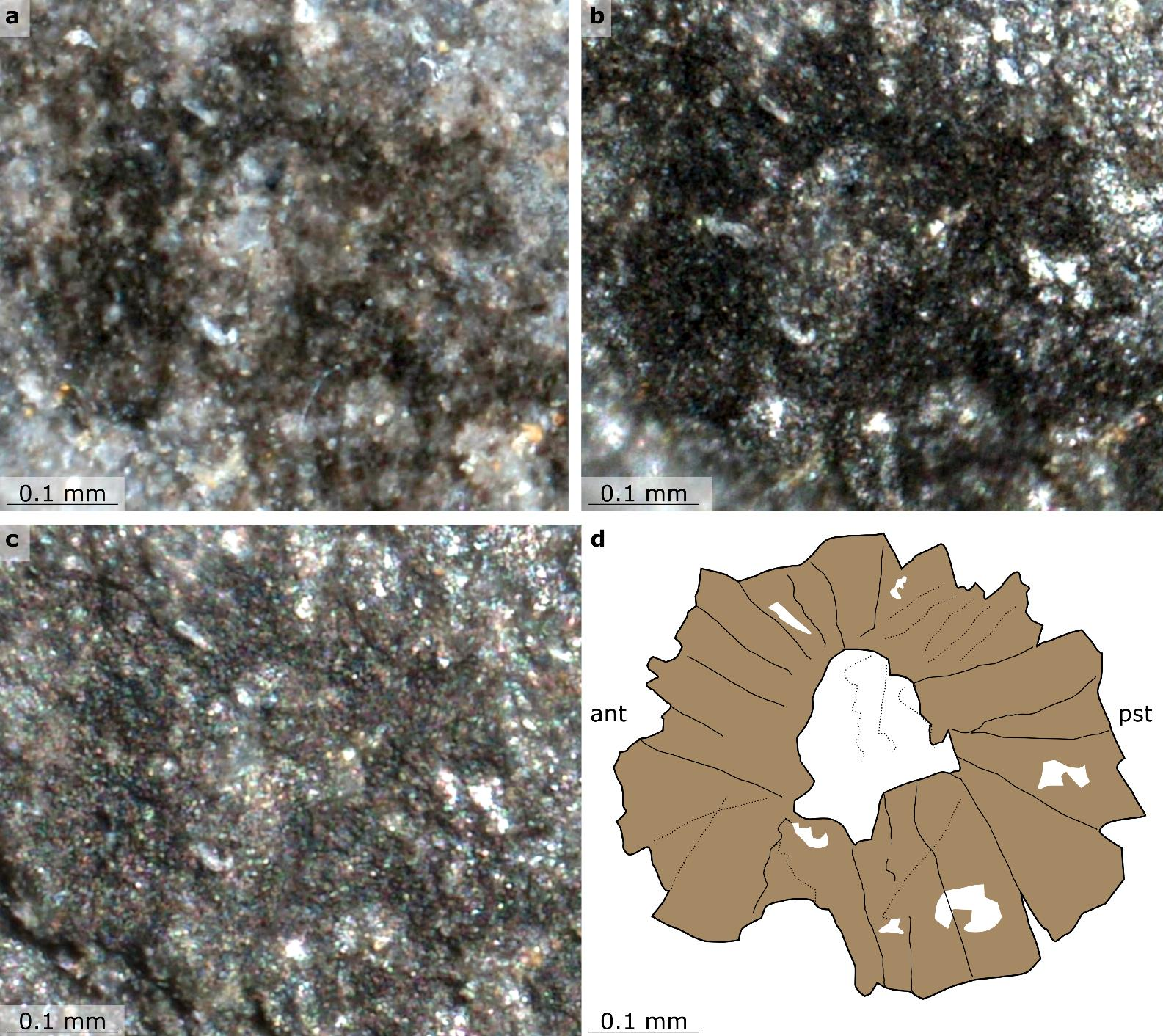
Рот

У Mieridduryn много общих черт с динокаридами (в том числе тетрарадиальный рот, пластинчатые боковые придатки на туловище и конечности, напоминающие таковые у лобопод). Длина образца с дорсальной стороны составляет около 13 мм. Спереди головы распологался хоботок с рядом тонких шипов на дорсальной стороне; возможно, на его конце располагался придаток, напоминающий коготь (как у членов группы Opabiniidae). Также на верхней части головы располагался спинной склерит круглой формы (подобные структуры встречаются на окаменелостях представителей Radiodonta). Округлый рот (ротовой конус) имеет длину 0,4 мм, состоит из несколько слегка склеротизированных пластинок.
В области туловища было два типа придатков: конечности, схожие с конечностями лобопод, и расположенные дорсо-латерально пластины. Эти особенности важны, поскольку они характерны для Opabiniidae и Radiodonta.
Существует два варианта классификации Mieridduryn. Согласно первому это животное образует монофилетическую группу с Radiodonta и Deuteropoda; согласно второму, более полному, Mieridduryn является поздним представителем Opabiniidae. Вне зависимости от истинной интерпетации, открытие Mieridduryn показывает, что общие аспекты морфологии, характерной для представителей Opabiniidae, существовали гораздо дольше, чем считалось ранее.

## Значение

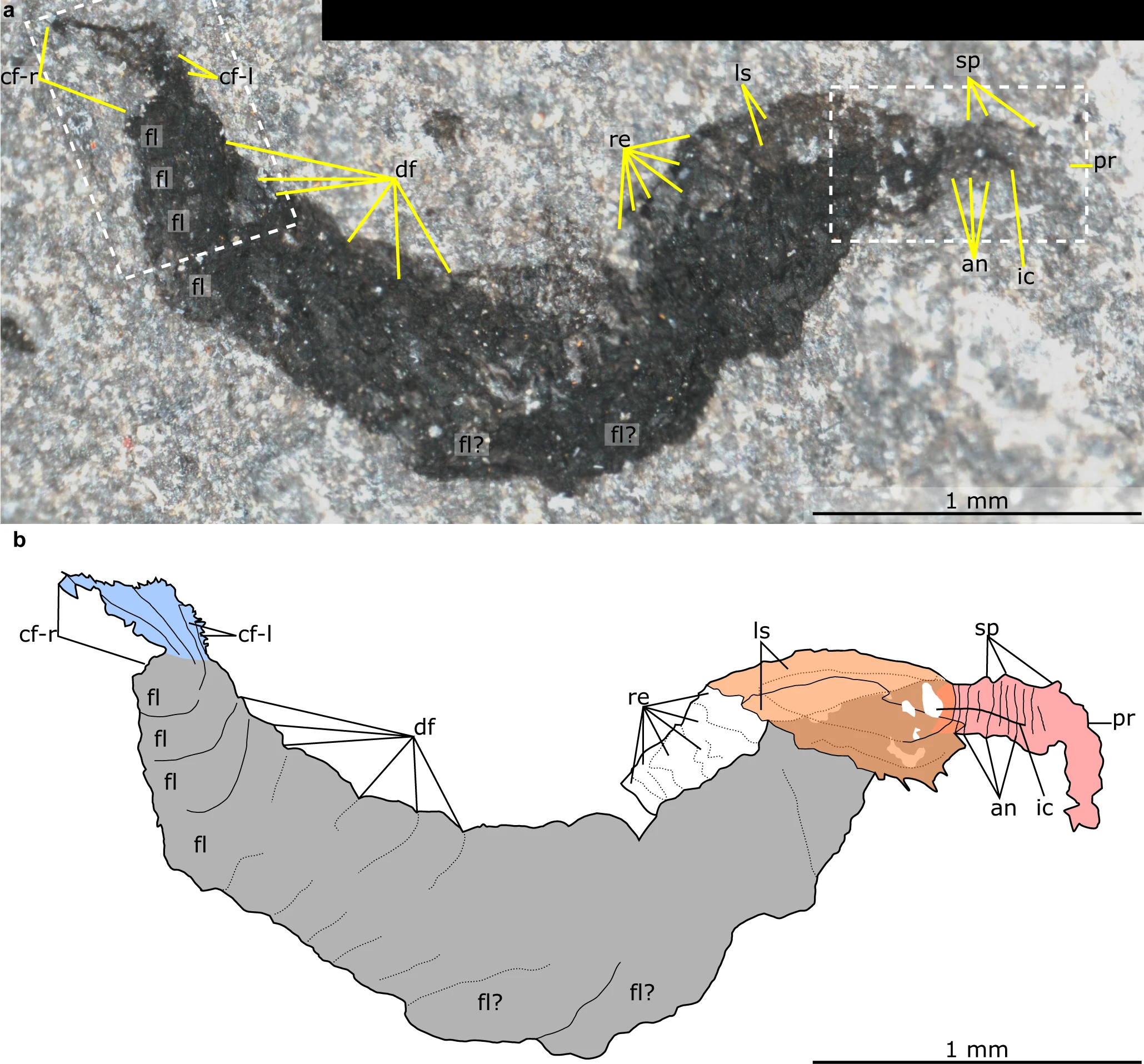
Образец NMW.2021.3 G.8

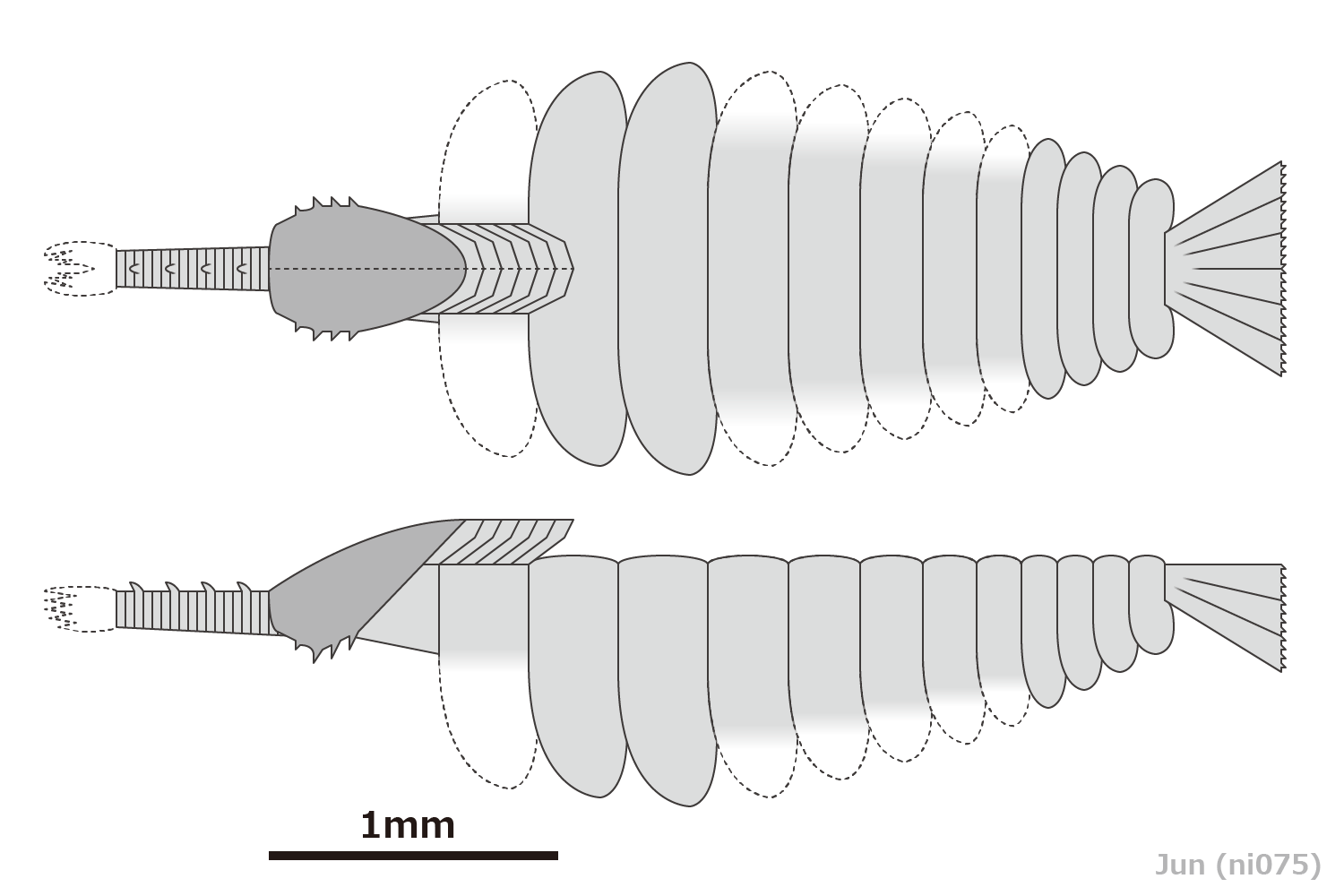
Реконструкция образца NMW.2021.3 G.8

До открытия этого существа считалось, что Hurdiidae (такие как Aegirocassis, Pseudoangustidontus и Schinderhannes) были единственными динокаридами, пережившими рубеж кембрия и ордовика. Открытие Mieridduryn показывает, что динокариды, возможно, были более разнообразными и многочисленными в посткембрийских экосистемах, чем считалось ранее. Если же Mieridduryn является членом Opabiniidae, находка этого таксона доказывает, что эта группа не вымерла в кембрии, дожив до ордовика.
Кроме того, в том же местонахождении был найден ещё один образец окаменелостей членистоногих (NMW.2021.3 G.8), схожий с Mieridduryn и Opabiniidae. Это животное намного меньше Mieridduryn и имело другую анатомию. Этот образец может представлять собой личиночную стадию Mieridduryn или отдельный род и вид беспозвоночных.